# Stepove, Huleaipole
Stepove (în ucraineană Степове) este un sat în comuna Novozlatopil din raionul Huleaipole, regiunea Zaporijjea, Ucraina.

## Demografie
Componența lingvistică a localității Stepove
     Ucraineană (97,5%)
     Rusă (2,5%)
Conform recensământului din 2001, majoritatea populației localității Stepove era vorbitoare de ucraineană (97,5%), existând în minoritate și vorbitori de rusă (2,5%).